# Chthonius lanzai vannii
Chthonius lanzai vannii es una subespecie de arácnido  del orden Pseudoscorpionida de la familia Chthoniidae.

## Distribución geográfica
Se encuentra en Italia.